# Ammotrechella pallida
Ammotrechella pallida är en spindeldjursart som beskrevs av Muma och Nezario 1971. Ammotrechella pallida ingår i släktet Ammotrechella och familjen Ammotrechidae. Inga underarter finns listade i Catalogue of Life.